# 中華民國—幾內亞關係
中華民國與幾內亞共和國無正式外交關係，目前也沒有在對方首都互設具大使館功能的代表機構。對幾內亞的相關事務由駐法國台北代表處兼轄。

## 政治

### 外交

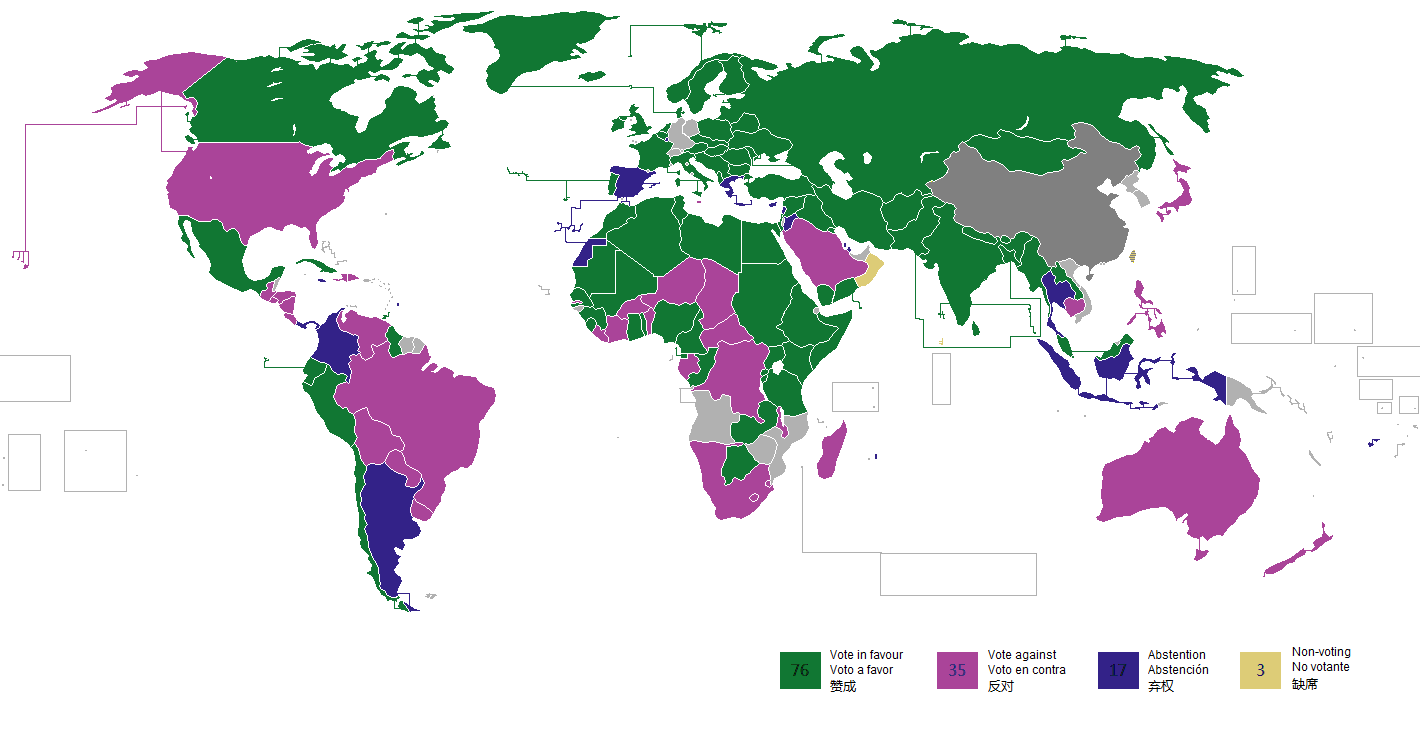
綠色國家表示在1971年的投票中反對中華民國續留聯合國，即《聯合國大會2758號決議》，其中包括幾內亞。

1958年，几内亚获得独立后，同时得到了中華民國及中华人民共和国的外交承认，但几内亚首任总统杜爾奉行“积极的中立主义”外交政策，优先发展与包括中华人民共和国在内的社会主义阵营国家的关系，加之中华人民共和国的反对，中華民國并未与几内亚建立外交关系。
1971年10月25日，第26屆聯合國大會就幾內亞等23國所提出的「恢復中華人民共和國在聯合國的合法權利」議案進行表決。最終以76票贊成、35票反對、17票棄權的結果通過。根據《聯合國憲章》和聯合國大會議事規則，提案通過即成為正式決議，是為《聯合國大會2758號決議》。中華民國、馬爾地夫、阿曼等3國未投票。代表中國正統的中華民國政府，以外交部長周書楷為代表，在表決之前數小時，於大會上主動宣布退出聯合國。日後，中華民國政府將此決議稱為「排我納匪案」。
1997年5月，幾內亞與其他10個國家先後在世界衛生大會全會中，發言反對中華民國以观察员身份參與世界衛生大會。

## 經濟

### 貿易
| 年分 | 貿易總額   | 貿易總額 | 貿易總額 | 出口至幾內亞 | 出口至幾內亞 | 出口至幾內亞 | 自幾內亞進口 | 自幾內亞進口 | 自幾內亞進口 | 順逆差 |
| 年分 | 金額       | 年增減   | 排名     | 金額         | 年增減       | 排名         | 金額         | 年增減       | 排名         | 順逆差 |
| ---- | ---------- | -------- | -------- | ------------ | ------------ | ------------ | ------------ | ------------ | ------------ | ------ |
| 2017 | 12,956,336 | ▲30.5%   | 137      | 12,038,482   | ▲24.9%       | 115          | 917,854      | ▲210.0%      | 156          | 順差▲  |
| 2018 | 9,304,496  | ▼28.2%   | 147      | 8,841,872    | ▼26.6%       | 126          | 462,624      | ▼49.6%       | 163          | 順差▼  |
| 2019 | 10,512,933 | ▲13.0%   | 145      | 10,299,521   | ▲16.5%       | 126          | 213,412      | ▼53.9%       | 182          | 順差▲  |
| 2020 | 6,867,676  | ▼34.7%   | 150      | 6,602,393    | ▼35.9%       | 131          | 265,283      | ▲24.3%       | 169          | 順差▼  |
| 2021 | 16,679,733 | ▲142.9%  | 133      | 16,521,918   | ▲150.2%      | 111          | 157,815      | ▼40.5%       | 183          | 順差▲  |
| 2022 | 8,170,724  | ▼51.0%   | 152      | 8,014,664    | ▼51.5%       | 133          | 156,060      | ▼1.1%        | 179          | 順差▼  |
| 2023 | 9,049,265  | ▲10.8%   | 144      | 9,024,088    | ▲12.6%       | 125          | 25,177       | ▼83.9%       | 198          | 順差▲  |
| 2024 | 14,925,135 | ▲64.9%   | 135      | 8,752,090    | ▼3.0%        | 127          | 6,173,045    | ▲24,418.6%   | 121          | 順差▼  |

### 投資
截至2020年，兩國無相互直接投資統計。

## 簽證

持中華民國護照的中華民國國民簽證要求分布圖：入境幾內亞可以電子簽證。

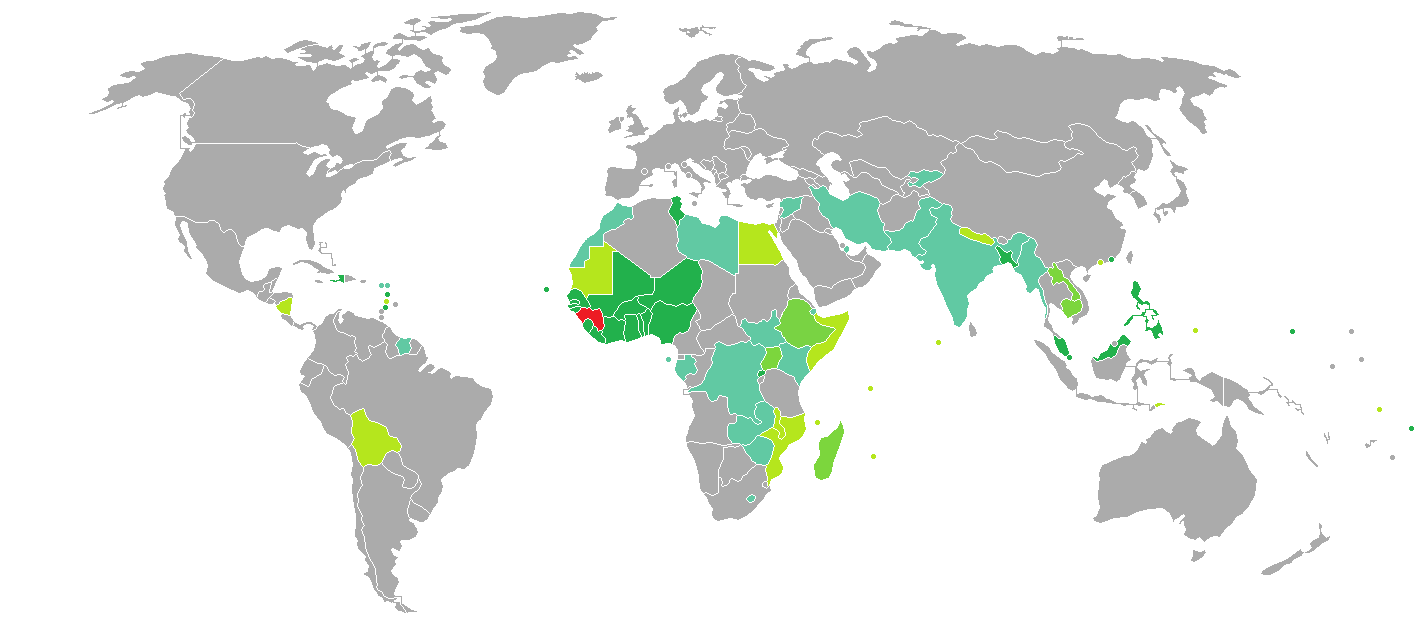
持幾內亞護照的幾內亞人口簽證要求分布圖：入境中華民國需要簽證。

兩國國民皆須申請簽證方可入境對方國家。持中華民國護照與黄热病疫苗接種證明的中華民國國民可至幾內亞邊境警察總署（La Direction centrale de la Police aux Frontières）網站申請電子簽證，或前往幾內亞駐日本大使館辦理，停留最多90天。經幾內亞轉機亦可上網申請過境簽證。
持幾內亞護照的幾內亞國民抵台參加由中央政府機關主辦、協辦或贊助之國際會議、運動賽事、商展或其他活動，亦可以電子簽證入境中華民國，停留最多30天並不得延期。

## 交通

### 航空

#### 客運
兩國無直航班機，可經由（不計航點遠近，截至2023年6月28日）：
- 台北→杜拜、伊斯坦堡、巴黎，再轉機前往幾內亞的科纳克里国际机场。

### 駕車
持有中華民國國際駕駛執照或申請幾內亞駕駛執照，並投保車險，可在幾內亞駕車。

## 外部連結
- 中華民國外交部－幾內亞共和國簡介 （页面存档备份，存于）
- 駐法國台北代表處
- 外交部領事事務局－國外旅遊警示分級表
- 中華民國衛生福利部－國際旅遊疫情建議等級
- 中華民國國際經濟合作協會 （页面存档备份，存于）